# Antonia de Wurtemberg
Antonia de Wurtemberg (24 mars 1613 à Stuttgart – 1er octobre 1679 à Liebenzell) est une princesse de Wurtemberg, ainsi qu'une figure de la littérature, et une érudit dans la Kabbale chrétienne.

## Biographie
Née à Stuttgart en 1613, la princesse Antonia est le troisième des neuf enfants du mariage du duc Jean-Frédéric de Wurtemberg et Barbara-Sophie de Brandebourg, la fille de l'électeur Joachim III Frédéric de Brandebourg. Très cultivée et généreuse, elle est la sœur du duc Eberhard VII de Wurtemberg, qui, plus que son père, joue un rôle important dans la Guerre de Trente Ans.
Pendant le cours de la guerre, de nombreuses églises dans le Wurtemberg sont pillés et sont dépouillés de leurs ornements, en particulier à la suite de la bataille de Nördlingen en 1634. Antonia se donne pour mission d'établir les fondations de réparation et de restauration des églises. Sa charité, la piété, le don des langues et des bourses d'études qui sont largement saluées. Elle devient célèbre comme "la Princesse Antonia du savoir", et "la Minerve de Wurtemberg". Dans la mesure du possible, elle se consacre aux arts et aux sciences, en collaboration avec ses deux sœurs, les princesses Anne-Jeanne et Sibylle.
Elle devient une proche collaboratrice du théologien protestant et mystique symboliste Johann Valentin Andreae, et plus tard est en bons termes avec le fondateur du Piétisme Philipp Jacob Spener. En plus de la peinture, ses intérêts la portent vers la philosophie et les langues, avec une préférence pour l'Hébreu, et l'étude de la Kabbale juive. L'expression de la Kabbale chrétienne dans cette tradition trouve son point culminant dans l'unique Triptyque conçu et commandé par la princesse Antonia et ses professeurs d'université en 1652, installé en 1673 dans l'église de la Sainte Trinité, à Bad Teinach-Zavelstein dans la Forêt-Noire, un témoignage de la foi.
La princesse Antonia est morte en 1679, n'ayant jamais été mariée. Son corps est enterré dans l'église collégiale de Stuttgart ; mais elle décide que son cœur devait être enterré dans le mur de l'Église de la Trinité à Bad Teinach, derrière sa peinture.

## Hébraïsante
L'un des effets de la Réforme en Allemagne est un intérêt accru dans la langue hébraïque parmi les érudits chrétiens. Des familles royales et nobles l'incluent dans le programme d'études de leurs filles. Au cours du dix-septième siècle, de nombreuses femmes allemandes acquièrent une bonne connaissance de l'hébreu. Antonia de Wurtemberg, est l'une des plus connues. Elle acquiert une maîtrise remarquable de l'hébreu et, selon les témoignages contemporains, est également bien versée dans la connaissance rabbinique et Kabbalistique.
Esenwein, doyen de la faculté d'Urach et plus tard professeur à Tübingen, écrit en juillet 1649 à Johannes Buxtorf à Bâle, Antonia, "ayant été bien éduquée dans la langue hébraïque, et à la lecture de la Bible hébraïque, qui désire apprendre l'art de la lecture sans voyelles," et trois ans plus tard, il écrit à Buxtorf qu'elle avait fait de tels progrès qu'elle avait "de sa propre main mis les voyelles pour la plus grande partie d'une Bible hébraïque".
Philipp Jacob Spener, un autre élève de Buxtorf, au cours de son séjour temporaire à Heidelberg, est en bons termes avec la princesse, et ils étudient la Kabbale ensemble. Buxtorf remet lui-même une copie de chacun de ses livres. Il y a un manuscrit existant dans la Bibliothèque Royale de Stuttgart, le droit Unterschiedlicher Riss zu Sephiroth qui est censé avoir été écrit par Antonia. Il contient un arbre de vie, dont certains sont interprétés en hébreu et en allemand. Son éloge est chanté par de nombreux hébraïsants chrétiens; un poème en vingt-quatre strophes avec son acrostiche, en l'honneur de la "célèbre Princesse Antonia", est conservé dans la collection de manuscrits de Johannes Buxtorf.

## Le KabbalistiqueLehrtafelà Bad Teinach

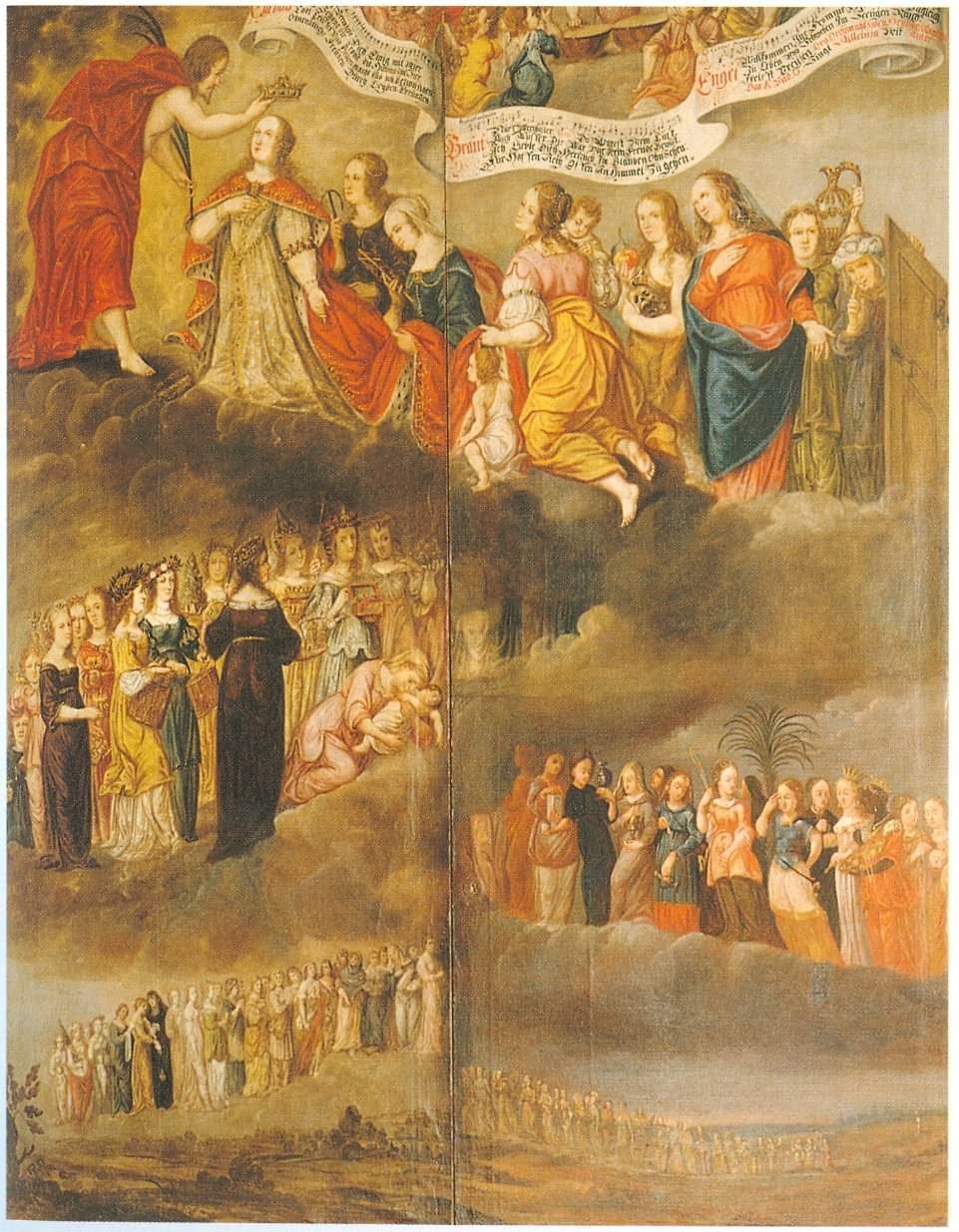
Les deux panneaux extérieurs de l'œuvre kabbalistique Lehrtafel

Le Lehrtafel ("l'enseignement de la peinture") de la princesse Antonia à Bad Teinach mesure plus de six mètres de haut et cinq mètres de large, dominant la zone à droite de l'autel de la petite église. Prévu en 1652 par la princesse, avec un cercle conseillers de la cour, il est exécuté dans 1659-1663 par Johann Friedrich Gruber, le peintre de la cour, à Stuttgart, et installé en 1673 à Bad Teinach, où la famille ducale prend des vacances en été, et où le frère d'Antonia, le duc Eberhard a établi l'église comme une chapelle privée de la famille, construite en 1662-1665.
La peinture est dans la forme d'un triptyque. Les deux panneaux extérieurs représentent la procession de l'âme en tant que mystique épouse du Christ. Ils s'ouvrent pour dévoiler des panneaux latéraux avec une scène pendant la journée de la découverte de Moïse sur le Nil, et une scène de nuit de la fuite de la Sainte Famille en Égypte; et dans le centre d'un immense de systema totius mundi - une représentation d'un système philosophique du monde entier.
Le panneau central montre une femme tenant dans sa main droite un cœur flamboyant (la charité), avec à sa gauche un point d'ancrage (la foi) et une croix (espoir), debout sur le seuil d'un jardin clos par une haie de roses. Au milieu du jardin est Jésus, et autour de lui un cercle des pères des douze tribus d'Israël.
Au-delà d'eux plane une figure féminine, en face d'un temple richement décoré avec un dôme. Organisé dans la composition sur et autour du temple, neuf figures féminines représentant les séphiroth, selon leur place dans l'arbre de vie traditionnel de la Kabbale. Le dixième sephiroth, Malchut (royaume), est représenté par la figure du Christ lui-même. Partout dans l'exécution, il y a de plus en plus de détails complexes, symbole sur le symbole, le sens sur le sens.